# Compton Dando
Compton Dando is een civil parish in het bestuurlijke gebied Bath and North East Somerset, in het Engelse graafschap Somerset met 579 inwoners.

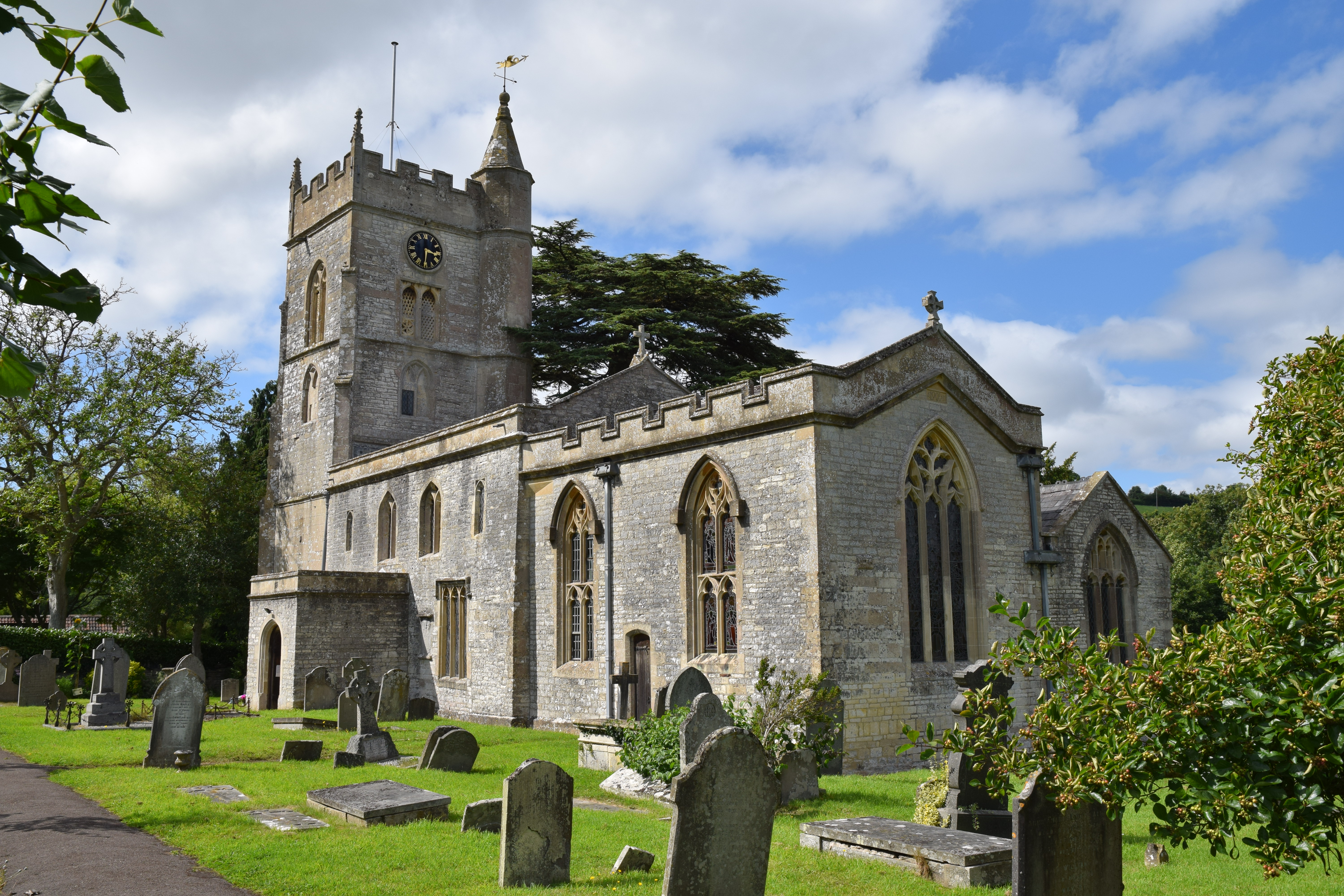
Kerk St. Mary